# Samuel Prentiss

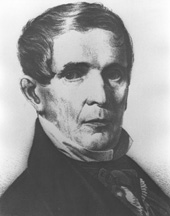
Samuel Prentiss

Samuel Prentiss, född 31 mars 1782 i Stonington, Connecticut, död 15 januari 1857 i Montpelier, Vermont, var en amerikansk politiker och jurist. Han representerade delstaten Vermont i USA:s senat 1831–1842. Han var bror till John Holmes Prentiss.
Prentiss växte upp i Massachusetts. Han studerade sedan juridik och inledde sin karriär som advokat i Montpelier, Vermont. Han tillträdde 1829 som chefsdomare i Vermonts högsta domstol. Prentiss efterträdde sedan 1831 Dudley Chase som senator för Vermont. Han var motståndare till Andrew Jackson. Under Prentiss första mandatperiod i senaten grundades Whigpartiet. Han gick med i det nya partiet och omvaldes 1837 som whig. Senator Prentiss avgick 1842 för att tillträda en domarbefattning i en federal domstol. Han tjänstgjorde sedan som domare fram till sin död år 1857 och gravsattes på Green Mount Cemetery i Montpelier.